# Gazela lui Thomson
Gazela lui Thomson (Eudorcas thomsonii) este una din cele mai cunoscute specii de gazele. Este numită după exploratorul scoțian Joseph Thomson. Este considerată de unii ca fiind o subspecie a gazelei Eudorcas rufifrons și a fost considerată anterior un membru al genului Gazella din cadrul subgenului Eudorcas, înainte ca Eudorcas să fie ridicat la statutul de gen.
Gazelele Thomson pot fi întâlnite în număr de peste 200.000 în Africa și sunt recunoscute ca fiind cel mai comun tip de gazelă din Africa de Est. Gazela Thomson este o antilopă mică și rapidă, despre care se spune că are o viteză maximă de până la 80-90 km/h. Este al patrulea cel mai rapid animal terestru, după ghepard (principalul său prădător), Antilocapra americana și antilopa tsipi.

## Taxonomie și etimologie
Denumirea științifică actuală a gazelei Thomson este Eudorcas thomsonii. Este membră a genului Eudorcas și este clasificată în familia Bovidae. Gazela lui Thomson a fost descrisă pentru prima dată de zoologul britanic Albert Günther în 1884. Relațiile dintre gazela lui Thomson și gazela Mongalla (E. albonotata) congeneră rămân controversate; în timp ce unii autori precum Alan W. Gentry de la (Muzeul de Istorie Naturală, Londra) consideră că gazela Mongalla este o subspecie a gazelei Thomson, alții (precum Colin Groves) consideră că gazela Mongalla este o specie cu drepturi depline. Zoologul Jonathan Kingdon a tratat gazela lui Heuglin, considerată uneori o specie de Eudorcas (E. tilonura) sau o subspecie a gazelei cu fruntea roșie (E. r. tilonura), ca fiind o subspecie a gazelei lui Thomson. Gazela lui Thomson este numită după exploratorul scoțian Joseph Thomson.
Antilope, Eudorcas, Gazella și Nanger formează o cladă în cadrul tribului lor Antilopini. O analiză filogenetică din 1999 a arătat că Antilope este taxonul soră cel mai apropiat de Gazella, deși prima filogenie, propusă în 1976, plasa Antilope ca soră a lui Nanger. Într-o revizuire mai recentă a filogeniei Antilopini pe baza datelor nucleare și mitocondriale din 2013, Eva Verena Bärmann (de la Universitatea Cambridge) și colegii săi au construit o cladogramă care descrie în mod clar relația strânsă dintre Nanger și Eudorcas. S-a constatat că Antilope și Gazella au o relație similară.
Sunt identificate două subspecii:
- E. t. nasalis (Lönnberg, 1908) – gazela Thomson de Serengeti răspândită din Serengeti până în Kenya.
- E. t. thomsonii (Günther, 1884) – gazela Thomson de est răspândită de la est de Valea Rift în Kenya și Tanzania, spre sud până în districtul Arusha (Tanzania) și apoi spre sud-vest până la lacul Eyasi, râul Wembere și Shinyanga.

## Descriere

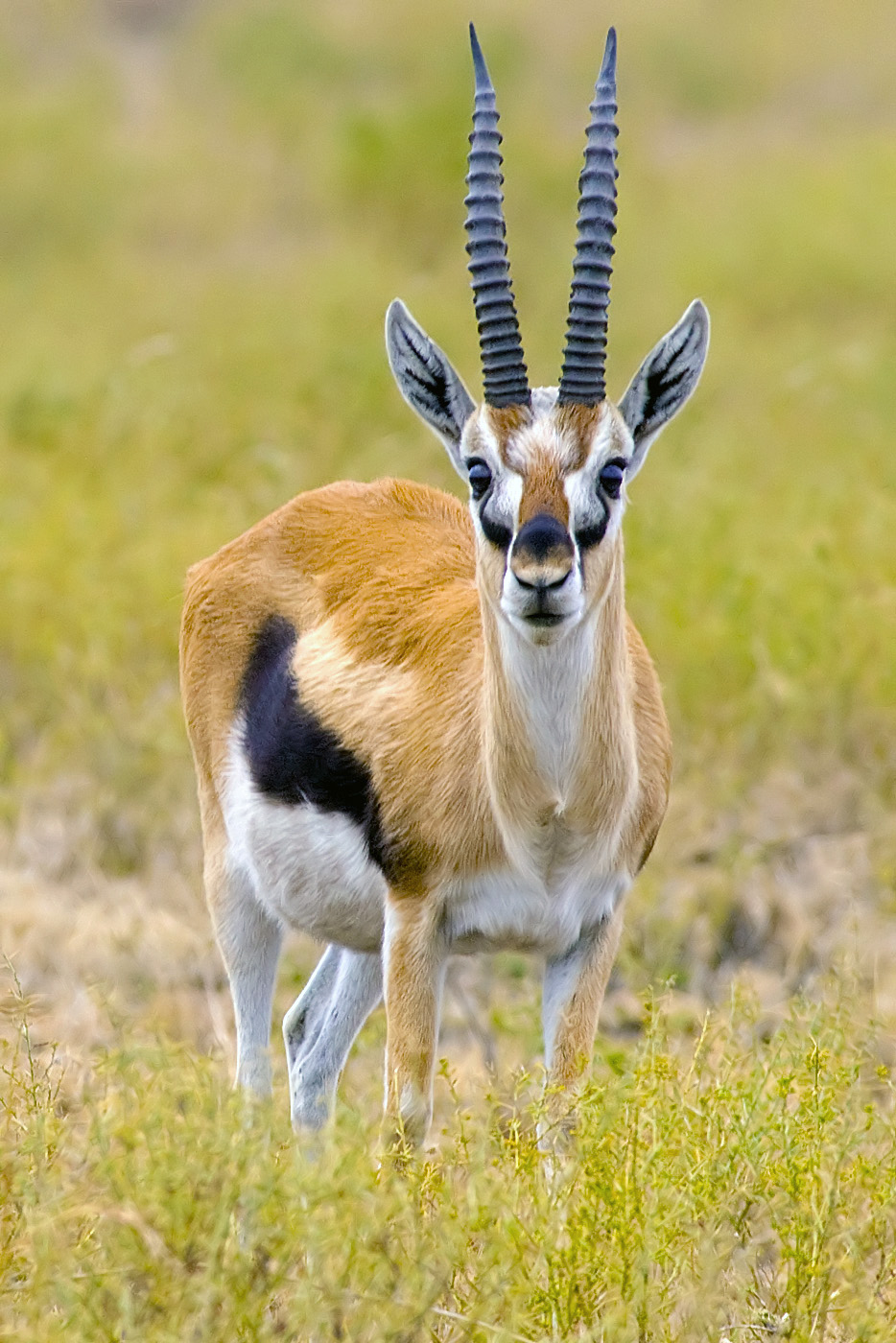
O gazelă Thomson: observați semnele faciale și dunga laterală întunecată.

Gazela Thomson este o gazelă relativ mică; are 60-70 cm la greabăn. Masculii cântăresc 20-35 kg, în timp ce femelele, puțin mai ușoare, cântăresc 15-25 kg. Caracteristicile faciale ale gazelei includ inele albe în jurul ochilor, dungi negre de la un colț al ochiului până la nas, dungi de culoare rufescentă de la coarne până la nas, o pată întunecată pe nas și o frunte de culoare deschisă.
Blana este de la maro nisipos la rufescent; o bandă neagră traversează flancurile, de la piciorul anterior superior până deasupra piciorului posterior superior. Coada neagră măsoară 15-27 cm. Masculii au glande preorbitare bine dezvoltate în apropierea ochilor, care sunt utilizate pentru marcarea teritoriilor cu miros. Ambele sexe au coarne care se curbează ușor spre spate, cu vârfurile îndreptate înainte. Coarnele, foarte inelate, măsoară 25-43 cm la masculi și 7-15 cm la femele. Cu toate acestea, femelele au coarne mai fragile; unele sunt chiar fără coarne. Gazela lui Grant este foarte asemănătoare cu gazela lui Thomson, dar poate fi diferențiată prin dimensiunea sa mai mare și pata albă de pe crupă care se extinde deasupra cozii.
Cele două subspecii diferă în ceea ce privește aspectul lor. Gazela Thomson din est este cea mai mare dintre cele două, cu marcaje faciale mai slabe. Gazela Thomson din Serengeti are o față mai albă, cu semne mai vizibile. Coarnele femelelor sunt mai scurte decât cele ale masculilor într-o măsură mai mare la gazela Thomson din est, iar coarnele sunt mai divergente la gazela Thomson din est.

## Comportament

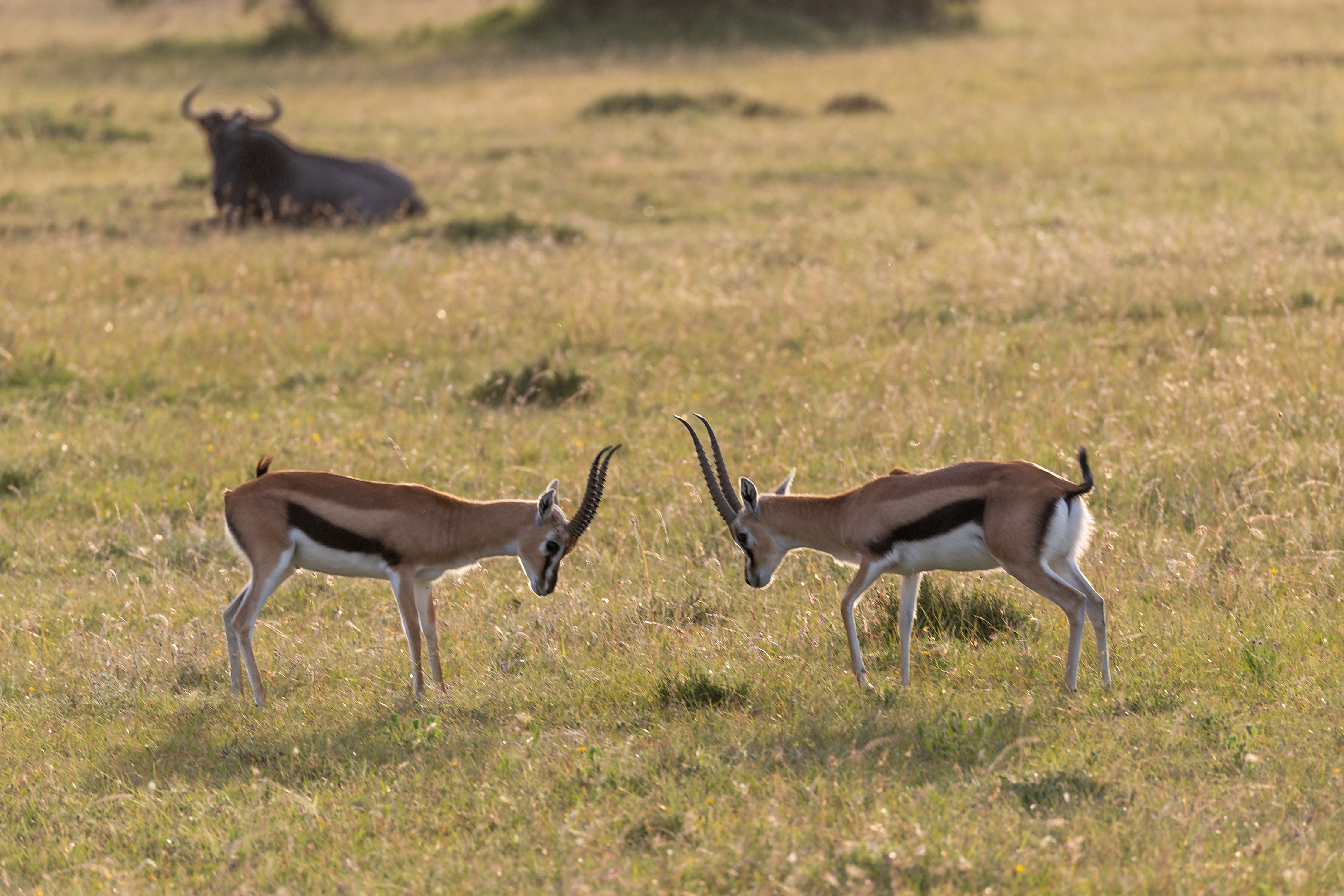
Doi masculi de gazelă simulează lupta

În timpul sezonului umed, o perioadă în care iarba este abundentă, gazelele masculi adulți pasc intensiv. Aceștia se împrăștie mai mult și stabilesc teritorii de reproducere. Masculii mai tineri își petrec, de obicei, timpul în grupuri de burlaci și sunt împiedicați să intre în teritorii. Femelele formează grupuri migratoare care intră pe teritoriile masculilor, mai ales în cele cu resurse de cea mai bună calitate. Pe măsură ce grupurile de femele trec și se hrănesc, masculii teritoriali pot încerca să le adune și, de obicei, reușesc să împiedice femelele singure să plece, dar nu și grupurile întregi. asculii subadulți își stabilesc de obicei dominanța prin luptă reală, în timp ce adulții sunt mai predispuși la ritualuri. Dacă un mascul burlac ar trece prin regiunea unui mascul teritorial, masculul îl va alunga de pe teritoriul său.
Atunci când își patrulează teritoriul, masculii marchează tulpinile de iarbă cu glandele preorbitare, care emit o secreție întunecată. Teritoriile unor masculi diferiți pot avea o graniță comună. Atunci când masculii teritoriali se întâlnesc la granița teritoriilor lor, se angajează în lupte simulate în care se grăbesc unul spre celălalt ca și cum ar fi pe cale să se ciocnească, dar fără să se atingă. După aceasta, pasc în poziție frontală, apoi în paralel și apoi invers, și se îndepărtează unul de celălalt în timp ce pasc constant. Aceste ritualuri nu au învingător, ci doar mențin granițele teritoriilor. Masculii teritoriali nu intră de obicei pe teritoriul altui mascul. Dacă un mascul urmărește o femelă care fuge, el va opri urmărirea dacă aceasta intră pe un alt teritoriu, iar masculul vecin va continua urmărirea femelei.

## Galerie

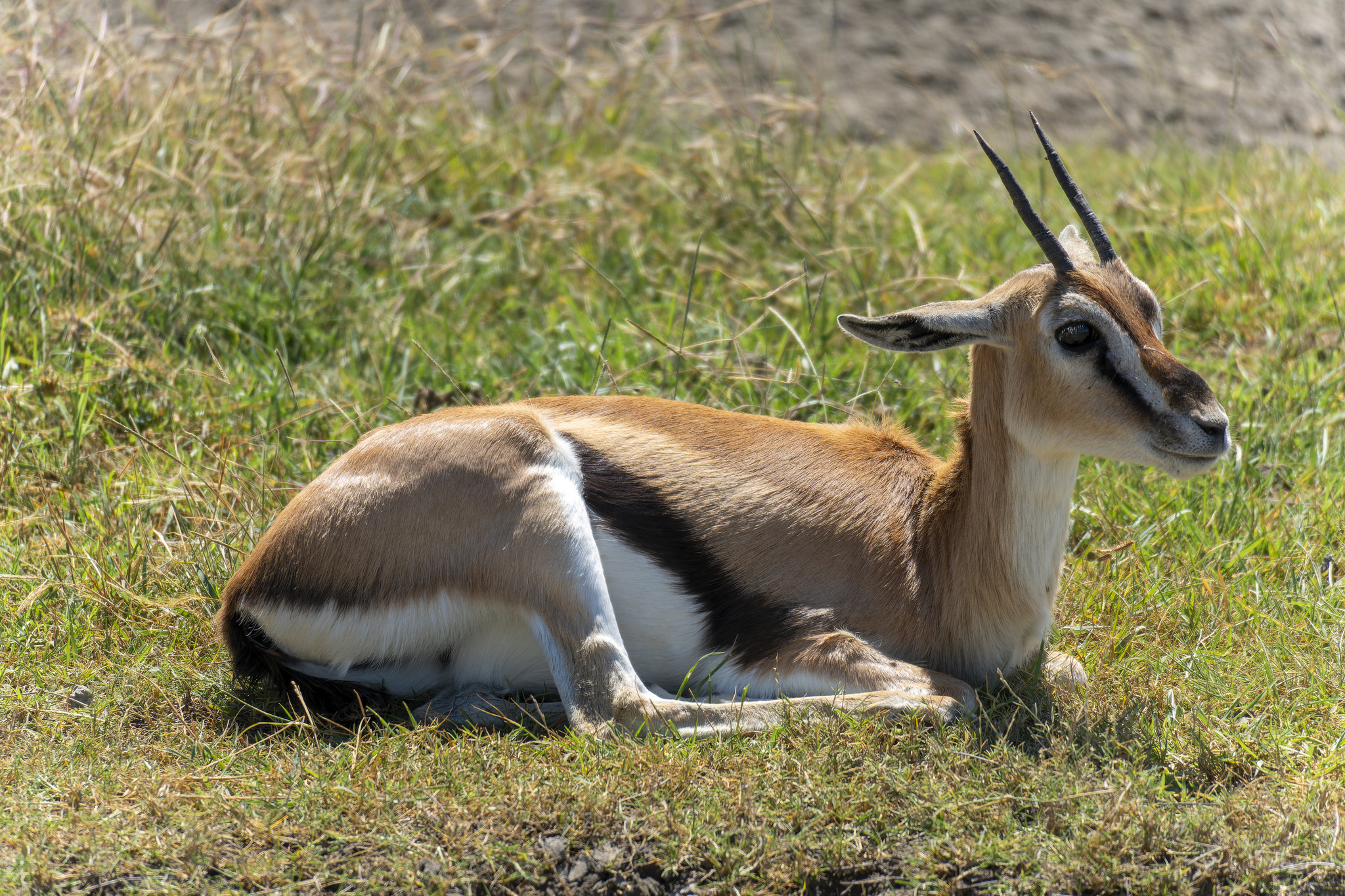
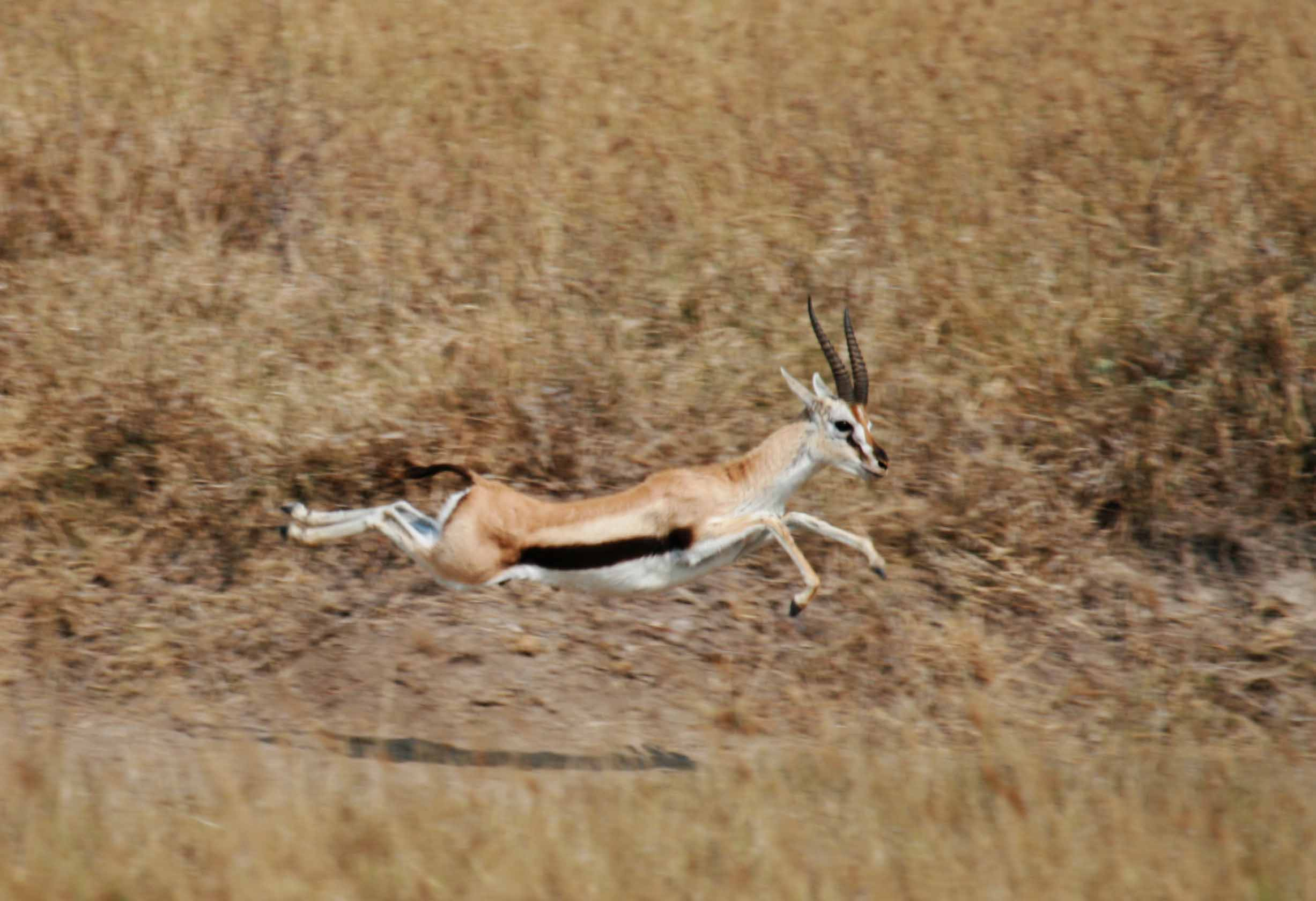
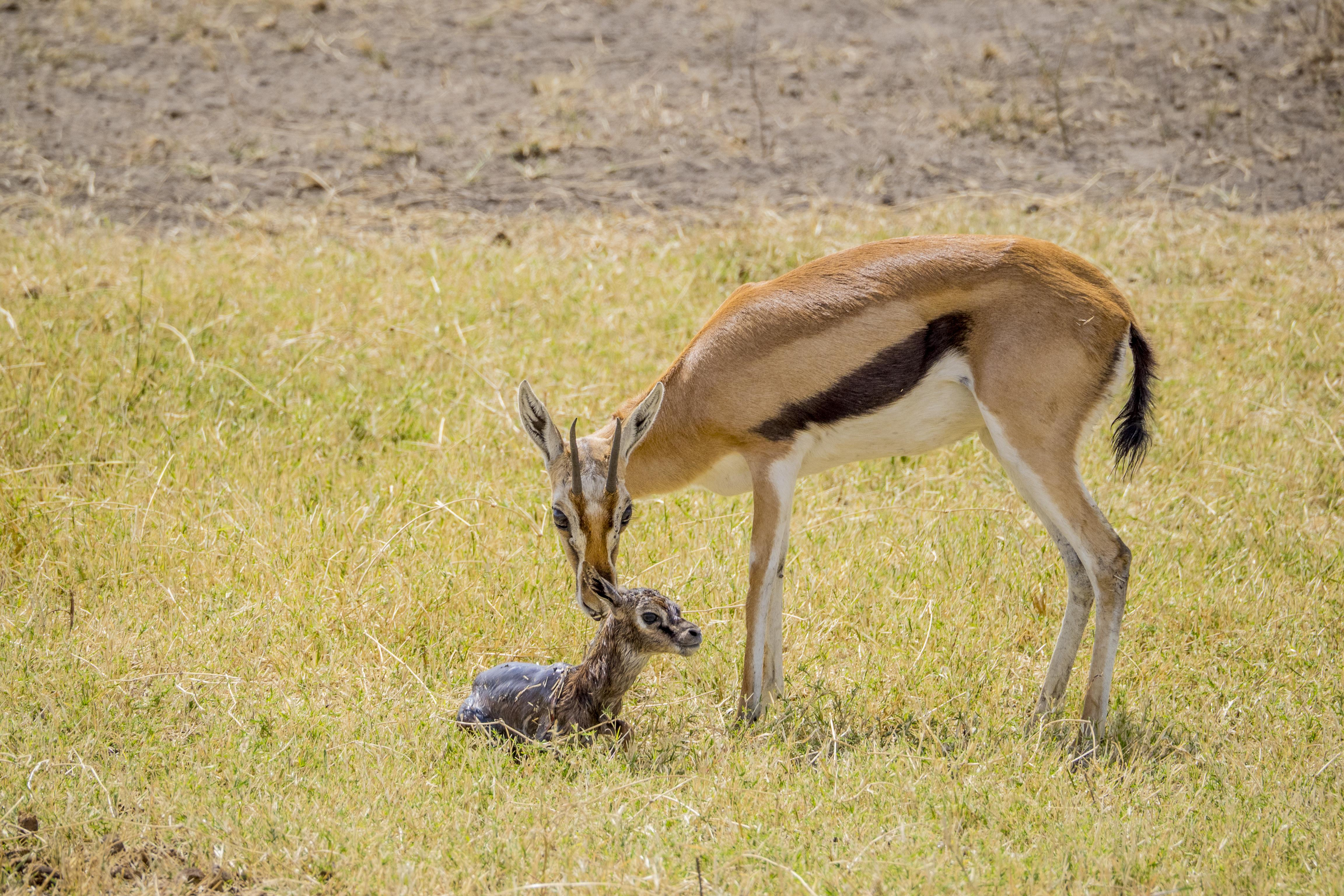
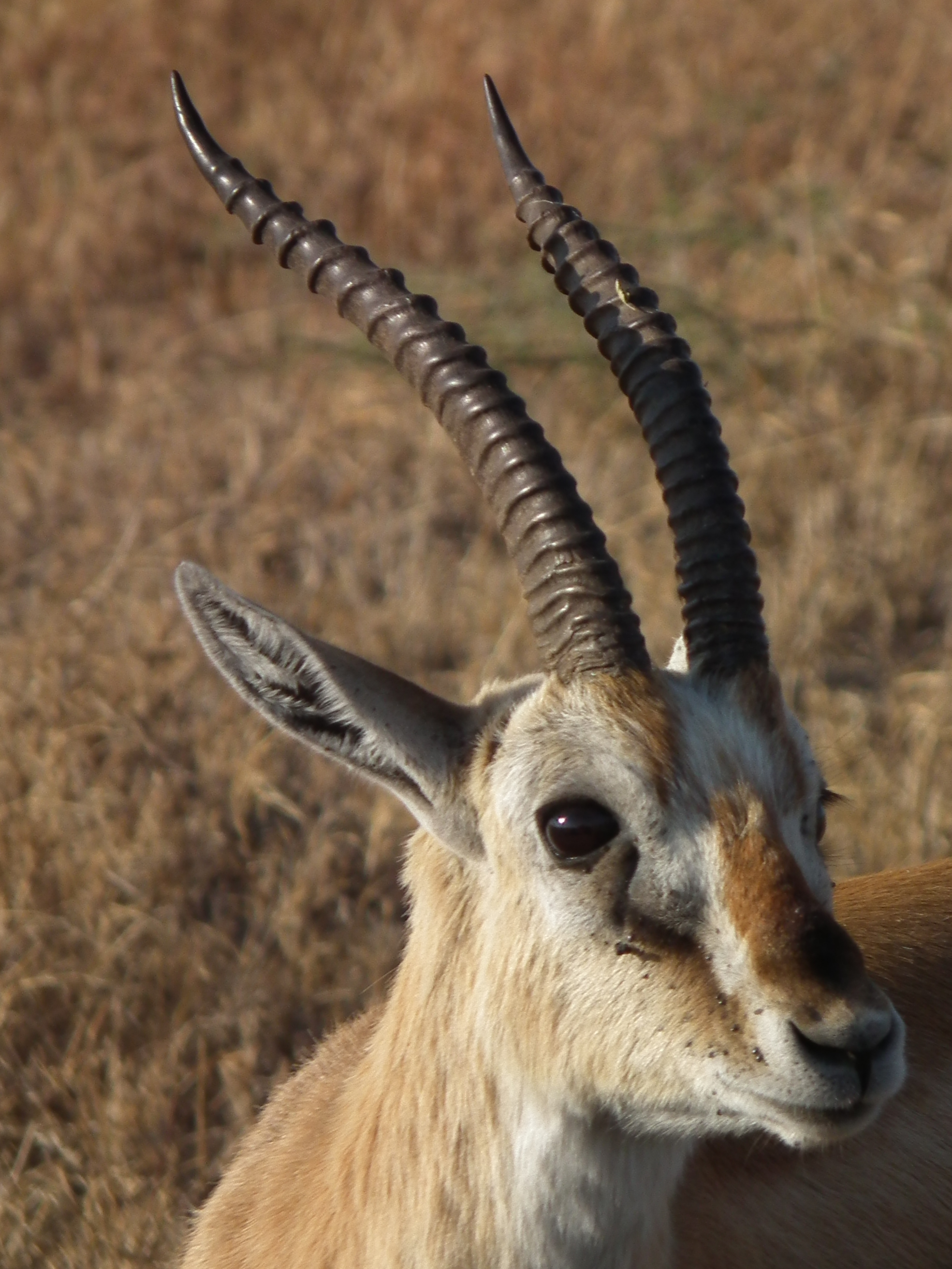